# Kompressor

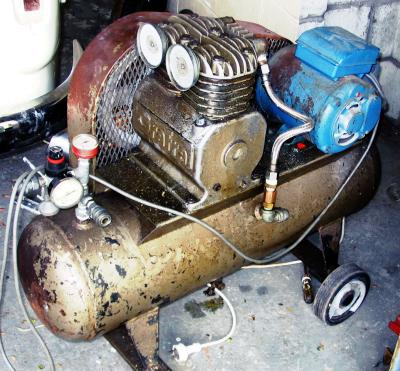
Elektrisk kompressor

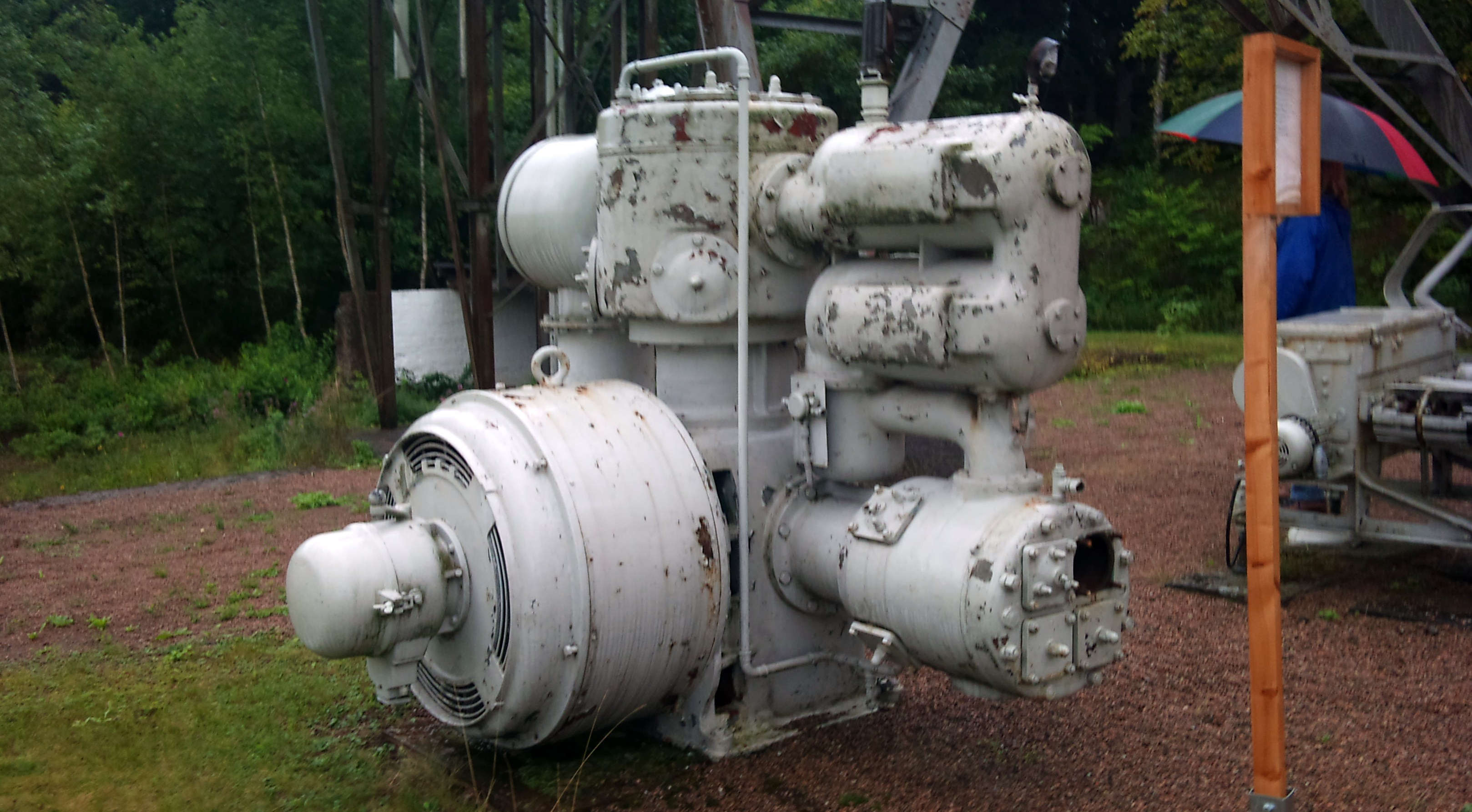
Kompressor som använts i gruva

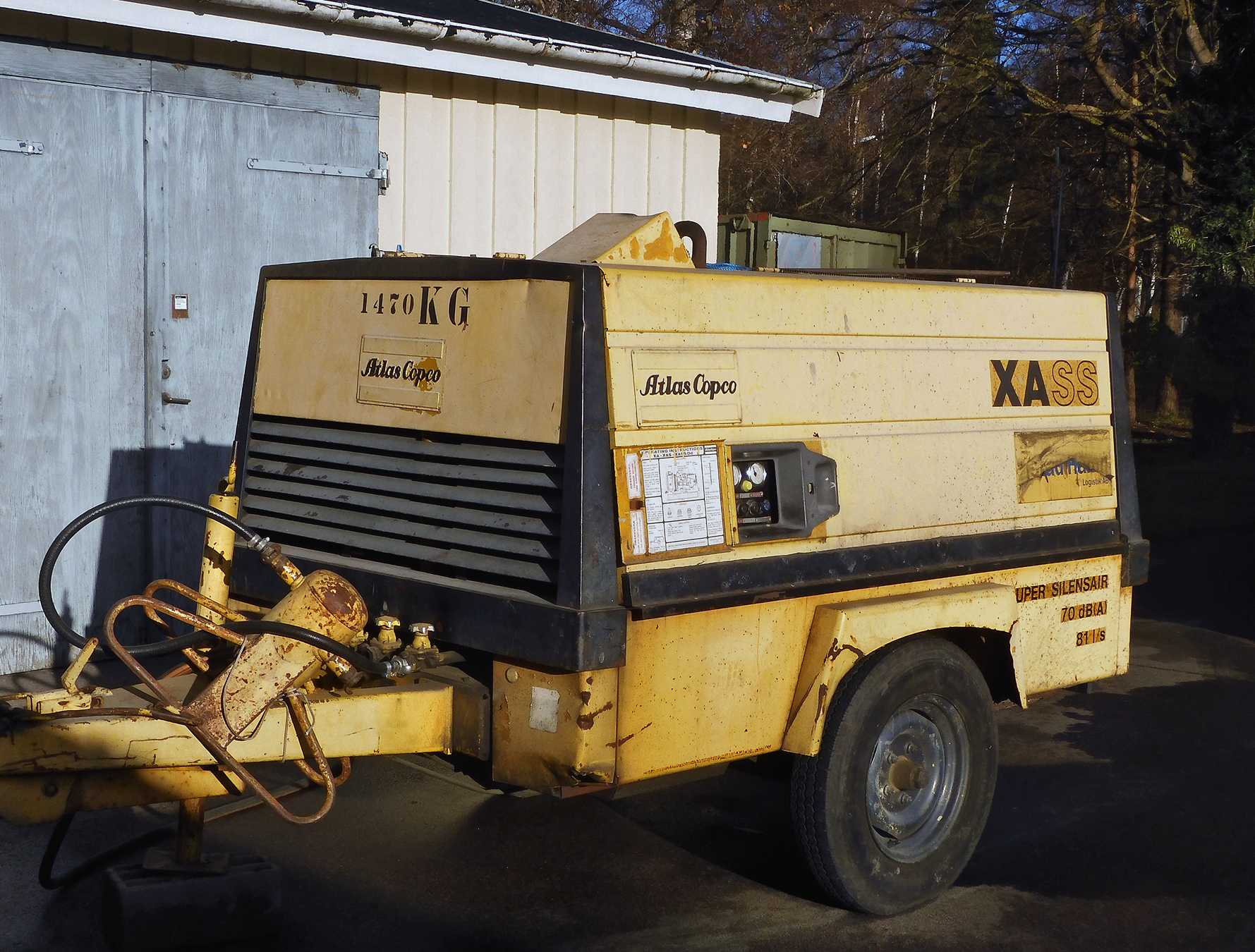
En större dieselkompressor från Atlas Copco modell XASS från ca 1985.

En kompressor är en maskin som komprimerar exempelvis luft. Kompressorerna brukar delas in i tre kategorier: kolvkompressorer, radialkompressorer och axialkompressorer. 

## Användningsområden
Verkstäder och industrier brukar ofta använda sig av tryckluft för att driva handverktyg eller styra delar av större maskiner. För att kunna göra det krävs en kompressor som trycksätter luften.
Lastbilar har ofta en kompressor som drivs av motorn som används främst till att trycksätta det tryckluftsdrivna bromssystemet. Drivfordon och motorvagnar på järnvägen använder tryckluft för att styra bromssystemet, men den kan i vissa fall även användas till andra ändamål, såsom öppning av dörrar, ljudsignalering med mera.
Kompressorer används även i vissa förbränningsmotorer för att höja effekten och i vissa fall verkningsgraden genom att trycksätta insugsluften. En sådan kompressor är vanligtvis driven av motorns avgaser via en turbin (så kallad turbo), men kan också vara kopplad till motorns vevaxel.
En turbinmotor bygger på principen att en turbin driver en axial- eller radialkompressor som komprimerar och blåser luft genom förbränningsrummet, där den blandas med bränsle och antänds. Den varma expanderande gasen driver sedan turbinen.
Kompressorn är också grundkomponenten i ett värmepumpssystem. Exempel på sådana är kylskåp, frysar, värmepumpar för uppvärmning av fastigheter, luftkonditionering av fordon och byggnader, med mera. I det fallet är det oftast inte luft som komprimeras, utan ett kylmedium.
Det finns även speciella kompressorer som används vid dykning för att fylla på tryckkärl som till exempel andningstuber. Dessa används för att komprimera luften i flaskorna och innehåller oftast andningsluft men även andra gasblandningar som behövs för dykning på större djup. Dessa andningsluftskompressorer finns runt om i Sverige där man bedriver dykning och finns även för medicinskt bruk på sjukhus.

## Kompressorer med variabel kapacitet
Det finns flera sätt att variera kapaciteten i kylsystem, luftkonditioneringssystem och uppvärmningssystem. De metoder som är vanligast inom luftkonditionering är on/off-reglering, varmgasöverblåsning, vätskeinsprutning, parallellkoppling med flera kompressorer, mekanisk modulering (kallas även digital) och inverterteknik. Det finns för- och nackdelar med alla metoder.
- On/off-reglering: kompressorn med fast varvtal stängs av vid lätt belastning vilket kan leda till korta cykler och kortare livslängd för kompressorn. Enhetens effektivitet minskar på grund av tryckcykler och transientförluster. Kyleffekten är 100 eller 0 procent.
- Varmgasöverblåsning: en mängd gas sprutas in från utloppet till sugsidan. Kompressorn fortsätter i samma hastighet men på grund av överblåsningen minskas massflödet av köldmediet som cirkulerar i systemet och därmed kylkapaciteten. En naturlig följd är att kompressorn går utan nytta under de perioder då förbiledningen är aktiv. Kyleffekten varierar mellan 0 och 100 procent.[1]
- Parallellkoppling: flera kompressorer kan installeras i systemet för att åstadkomma maximal kylkapaciteten. Varje kompressor går eller står stilla och reglerar på så sätt enhetens kylkapacitet. Kyleffekten är antingen 0/33/66 eller 100 procent för en triokonfiguration och antingen 0/50 eller 100 procent för en tandemkonfiguration. [2]
- Mekaniskt modulerad kompressor: den interna mekaniska kapacitetsmoduleringen baseras på en periodisk kompressionsprocess med en styrventil. De 2 spiralerna flyttas från varandra vilket avbryter kompressionen under en angiven tidsperiod. Med den här metoden åstadkoms ett varierande flöde av köldmediet genom att den genomsnittliga kompressionstiden, men inte motorns faktiska hastighet, ändras. Trots ett utmärkt effektförhållande, från 10 till 100 procent av kylkapaciteten, är energiförbrukningen hög hos mekaniskt modulerade scrollkompressorer eftersom motorn hela tiden är igång.
- Inverterkompressor: använder en extern frekvensomformare – kallas även inverterdrivenhet – för att minska eller öka varvtalet på motorn som driver kompressorn. Med den här metoden åstadkoms ett varierande flöde av köldmediet genom att kompressorns hastighet faktiskt ändras. Effektförhållandet varierar mellan olika systemkonfigurationer och tillverkare. Moduleringen är från 15 eller 25 procent upp till 100 procent vid full kapacitet med en enda inverter och från 12 till 100 procent med en hybrid tandem.